# Ponte romano sull'Aposa
Il Ponte sull'Aposa è un ponte romano, rinvenuto nel 1914 a Bologna sotto l'attuale via Rizzoli.

## Descrizione
Il ponte è situato nel centro storico di Bologna, in via Francesco Rizzoli, strada ubicata nel Quartiere Santo Stefano.
È costituito da un'unica arcata residua in blocchi di arenaria. Le spalle del ponte misurano circa 4,40 m in larghezza e quasi 3 m in altezza. Sono realizzate in opus quadratum e poggiavano entrambe su una fondazione alta circa 1 m e composta da una gettata di calcestruzzo formato da frammenti di cotto e ciottoli. Facevano parte della struttura anche tronchi di quercia disposti in posizione verticale e orizzontale, che avevano lo scopo di sostenere la palificata di costipamento del ponte. L'arcata del ponte era a sesto lievemente ribassato. Sono stati identificati sulla struttura cunei di gesso dovuti probabilmente a un restauro di epoca medievale).